# NGC 1119
NGC 1119 est une galaxie lenticulaire située dans la constellation de l'Éridan. NGC 1119 a été découverte par l'astronome américain Francis Leavenworth en 1885.

## Caractéristiques
Sa vitesse par rapport au fond diffus cosmologique est de 4 122 ± 32 km/s, ce qui correspond à une distance de Hubble de 60,8 ± 4,3 Mpc (∼198 millions d'al).